# Cantonul Marguerittes
Cantonul Marguerittes este un canton din arondismentul Nîmes, departamentul Gard, regiunea Languedoc-Roussillon, Franța.

## Comune
- Bezouce
- Cabrières
- Lédenon
- Manduel
- Marguerittes (reședință)
- Poulx
- Redessan
- Saint-Gervasy